# Гринсборо сворм
Гринсборо сворм (енгл. Greensboro Swarm) амерички је кошаркашки клуб из Гринсбороа у Северној Каролини. Клуб се такмичи у НБА развојној лиги и тренутно је филијала НБА тима Шарлот хорнетси.

## Историја
Клуб је основан 2016. године.

## Познатији играчи
- Маркус Пејџ
- Алексеј Покушевски